# Onthophagus rojkoffianus
Onthophagus rojkoffianus es una especie de insecto del género Onthophagus, familia Scarabaeidae, orden Coleoptera.

Fue descrita científicamente por Josso en 2018.